# Gouverneurs de la Cyrénaïque italienne
Les gouverneurs de la Cyrénaïque italienne de 1911 (début de la guerre italo-turque entre l'Italie et l'Empire ottoman, suivie de la ratification du traité de Lausanne en 1923) à 1934 (confluence avec la Libye italienne) ont été les suivants.

## Liste
Liste complète des gouverneurs coloniaux de la Cyrénaïque italienne :
| No. | Gouverneur            | Gouverneur                            | Mandat                | Mandat                | Mandat                |
| No. | Gouverneur            | Gouverneur                            | Début                 | Fin                   | Durée                 |
| Suzeraineté italienne                                                                                    | Suzeraineté italienne | Suzeraineté italienne                 | Suzeraineté italienne | Suzeraineté italienne | Suzeraineté italienne |
| --- | --------------------- | ------------------------------------- | --------------------- | --------------------- | --------------------- |
| 1 |                       | Ottavio Briccola (1853–1924)          | 2 septembre 1912      | 9 janvier 1913        | 129 jours             |
| Protectorat de la Cyrénaïque italienne                                                                   |                       |                                       |                       |                       |                       |
| 1 |                       | Ottavio Briccola (1853–1924)          | 9 janvier 1913        | 6 novembre 1913       | 301 jours             |
| 2 |                       | Giovanni Battista Ameglio (1854–1921) | 6 novembre 1913       | 8 août 1918           | 4 ans et 275 jours    |
| – |                       | Vincenzo Garioni (1856–1929) Intérim  | 8 août 1918           | 17 mai 1919           | 282 jours             |
| Colonie italienne de la Cyrénaïque                                                                       |                       |                                       |                       |                       |                       |
| 3 |                       | Vincenzo Garioni (1856–1929)          | 17 mai 1919           | 1er juillet 1919      | 45jours               |
| 4 |                       | Giacomo De Martino (1849–1921)        | 1er juillet 1919      | 23 novembre 1921      | 2 ans et 145 jours    |
| – |                       | Luigi Pintor (1882–1925) Intérim      | 23 novembre 1921      | 30 septembre 1922     | 311 jours             |
| 5 |                       | Eduardo Baccari (1871–1952)           | 1er octobre 1922      | 1er décembre 1922     | 61 jours              |
| – |                       | Pompeo Gorini Intérim                 | 1er décembre 1922     | 6 juin 1923           | 187 jours             |
| 6 |                       | Luigi Bongiovanni (1866–1941)         | 6 juin 1923           | 24 mai 1924           | 353 jours             |
| 7 |                       | Ernesto Mombelli (1867–1932)          | 24 mai 1924           | 22 novembre 1926      | 2 ans et 182 jours    |
| 8 |                       | Attilio Teruzzi (1882–1950)           | 23 novembre 1926      | 18 décembre 1928      | 2 ans et 25 jours     |
| 9 |                       | Pietro Badoglio (1871–1956)           | 18 décembre 1928      | 21 décembre 1929      | 34 jours              |
| 10 |                       | Domenico Siciliani (1871–1956)        | 21 c 1929             | 15 mars 1930          | 1 an et 53 jours      |
| 11 |                       | Rodolfo Graziani (1882–1955)          | 15 mars 1930          | 31 décembre 1933      | 3 ans et 291 jours    |
| Unification de la Tripolitaine italienne et de la Cyrénaïque italienne, créant ainsi la Libye italienne. |                       |                                       |                       |                       |                       |
| 11 |                       | Rodolfo Graziani (1882–1955)          | 31 décembre 1933      | 31 mai 1934           | 151 jours             |
| 12 |                       | Guglielmo Nasi (1879–1971)            | 1er juin 1934         | 1er juin 1935         | 1 an et 30 jours      |

Pour la suite après l'unification, voir : Liste des gouverneurs généraux de la Libye italienne